# Suz

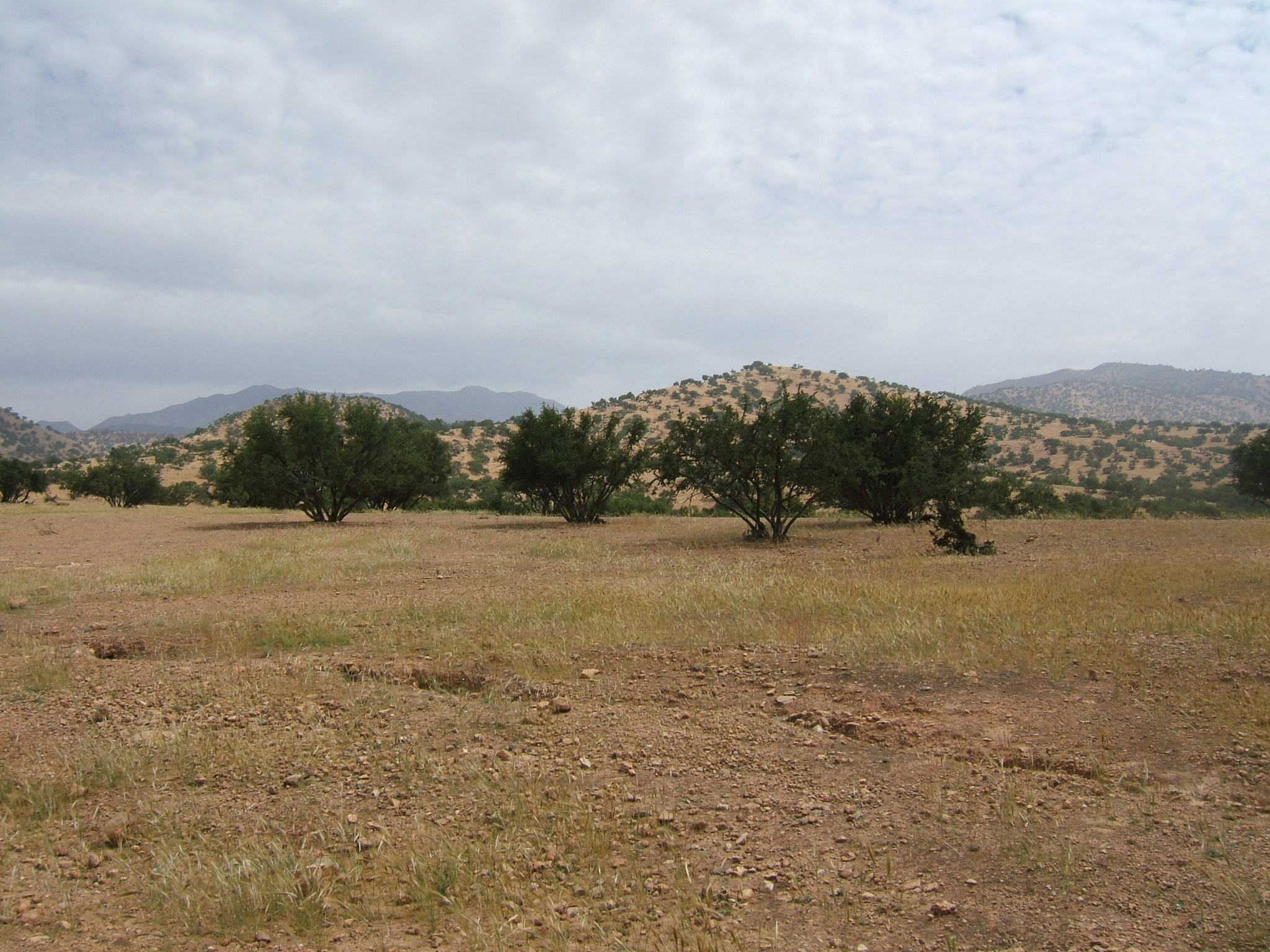
Paisagem característica da região do Suz, a nordeste de Tarudante, com cereais e argões (Argania spinosa), a árvore endémica que praticamente só se encontra no sudoeste de Marrocos.

Suz ou Sus (em francês: Souss ou Sous, pronúncia: "sus" ou "suce"; em árabe: بلاد السوس; romaniz.: bilād as-Sūs; em tifinague: ⵙⵓⵙ ou Tamazirt n Sus) é uma região histórica e geográfica do sul de Marrocos que atualmente constitui uma parte da região administrativa de Souss-Massa-Drâa.
É uma região predominantemente berbere e onde as línguas berberes são muito utilizadas, nomeadamente o chleuh, também chamado ašlḥi, shilha e sousis. A maior cidade do Suz é Agadir e outras cidades importantes são, entre outras, Inezgane, Aït Melloul, Oulad Teïma, Tarudante e Tiznit.

## Geografia, geologia e flora
Em termos geológicos, o Suz corresponde à bacia aluvial do rio ou uádi Suz, a qual está separada do deserto do Saara pelas montanhas do Antiatlas e do norte de Marrocos pelo Alto Atlas.
A paisagem dominante é a savana, onde predomina o argão (Argania spinosa), uma árvore endémica, que constitui um habitat único inscrito na reserva da biosfera da UNESCO.

## História
A bacia bem irrigada torna o Suz uma das regiões mais férteis de Marrocos desde há muitos séculos, sendo conhecida desde o século XI pelas suas exportações de açúcar. Durante o Califado Almóada, a região foi independente sob a égide dos Ben Yedder entre 1252 e 1354, mas o apogeu da região deu-se no século XVII, durante o reino local de Tazerwalt, quando a autonomia ajudou a prosperar a exploração comercial do ouro saariano e da venda de açúcar aos comerciantes portugueses, holandeses e ingleses. Nessa época, o principal centro de comércio externo encontrava-se em Agadir, a cidade situada 10 km a norte da embocadura do rio Suz.

## População
O Suz é habitado maioritariamente por amazigues (berberes); à exceção de algumas tribos historicamente arabófonas, a maioria dos habitantes da região são chleuhs ou ichelhiyen. Em tachelhit, o gentílico dos nativos de Suz é Aït Souss (singular: Ousouss), mas o nome árabe Soussis tem vindo a impor-se pouco a pouco.